# Gentleman cambrioleur
Gentleman cambrioleur è il quinto album in studio del cantante canadese Garou, pubblicato nel 2009.
Si tratta del primo disco di cover dell'artista.

## Tracce
1. Gentleman cambrioleur — 2:28 (Yves Dessca, Jean-Pierre Bourtayre, Alain Boublil)
2. I Love Paris — 2:33 (Cole Porter)
3. Les dessous chics — 2:36 (Serge Gainsbourg)
4. Sorry — 3:33 (Madonna, Stuart Price)
5. New Year's Day — 4:04 (U2)
6. Les Champs-Élysées — 3:27 (Pierre Delanoë, Mike Deighan, Michael Wilshaw)
7. Da Ya Think I'm Sexy? — 3:50 (Carmine Appice, Duane Hitchings, Rod Stewart )
8. Aimer d'amour — 3:17 (George Thurston, Léo Sayer, Albert Hammond)
9. C'est comme ça — 3:35 (Fred Chichin, Catherine Ringer)
10. Je veux tout — 2:50 (Ariane Moffatt)
11. A ma fille — 3:50 (Charles Aznavour)
12. The Sound of Silence — 4:31 (Paul Simon)
13. Everybody Knows — 5:58 (Leonard Cohen, Sharon Robinson)